# Bane, Velike Lašče
Bane este o localitate din comuna Velike Lašče, Slovenia.